# Koforidua
Koforidua è una città del Ghana, capoluogo della Regione Orientale.